# Duşan Çantekin
Duşan Çantekin, conosciuto anche come Dušan Čantekin (in serbo Душан Чантекин?; Kragujevac, 21 giugno 1990), è un cestista serbo naturalizzato turco.

## Palmares
- Eurocup: 1

Galatasaray: 2015-16